# Johann Gottfried Haid
Pour les articles homonymes, voir Haid.
Johann Gottfried Haid, né en 1710 à Augsbourg, et mort en 1776 à Vienne, est un dessinateur et un graveur allemand.

## Biographie
Johann Gottfried Haid est né en 1710 à Augsbourg.
Élève de son frère Johann Lorenz Haid, Johann Haid travaille en Angleterre, en Allemagne et en Autriche. Il est dessinateur et graveur en manière noire.
Ses œuvres comprennent des portraits et des scènes de genre.
Johann Gottfried Haid meurt le 5 septembre 1776 à Vienne, ou selon Lützow, le 3 novembre 1776.

## Œuvres
- La fille appliquée à écrire, d'après Rembrandt[4].
- La réflection sur la lecture d'une dame vertueuse, d'après Rembrandt[4].
- Le sacrifice d'Abraham', d'après Rembrandt[2].
- George II, roi de Grande-Bretagne[5].
- Maria Theresa, impératrice d'Allemagne[5].
- Joseph II, empereur d'Allemagne, d'après Weickart[5].